# Chris Richard
Chris Richard (Lakeland, Florida, 25. prosinca 1984.) američki je profesionalni košarkaš. Igra na poziciji krilnog centra, a može igrati i centra. Trenutačno je član NBA momčadi Chicago Bullsa. Izabran je u 2. krugu (41. ukupno) NBA drafta 2007. godine od Minnesota Timberwolvesa.

## Sveučilište
Pohađao je sveučilište na Floridi. U sezoni 2006./07. ulazio je s klupe te je kao šesti igrač pomogao momčadi ostvariti drugi uzastopni NCAA naslov. U posljednjoj utakmici svoje sveučilišne karijere postigao je 8 poena i 8 skokova. Na NBA D-League draftu 2008. godine, Richard je izabran kao prvi izbor od strane Tulsa 66ersa.

## NBA karijera
Izabran je kao 41. izbor NBA drafta 2007. godine od Minnesota Timberwolvesa. U dresu Timberwolvesa odigrao je jednu sezonu i u 52 nastupa ostvario je prosjek od 1.9 poena i 2.6 skokova po utakmici. U ožujku 2010. godine, Richard je potpisao za Chicago Bullse.

## NBA statistika

### Regularni dio
| Godina    | Klub      | Odig. uta. | Uta. poč. | Min. | 2P%  | 3P%  | Sl. bac.% | Skok. | Asist. | Ukr. lop. | Blok. | Poena |
| --------- | --------- | ---------- | --------- | ---- | ---- | ---- | --------- | ----- | ------ | --------- | ----- | ----- |
| 2007./08. | Minnesota | 52         | 3         | 10.7 | .471 | .000 | .593      | 2.6   | .3     | .2        | .2    | 1.9   |
| Ukupno    |           | 52         | 3         | 10.7 | .471 | .000 | .593      | 2.6   | .3     | .2        | .2    | 1.9   |

## Vanjske poveznice
- Profil na NBA.com (engl.)
- Profil na Basketball-Reference.com (engl.)
- NBA D-League profil na NBA.com (engl.)